# Konstruktywizm (architektura)

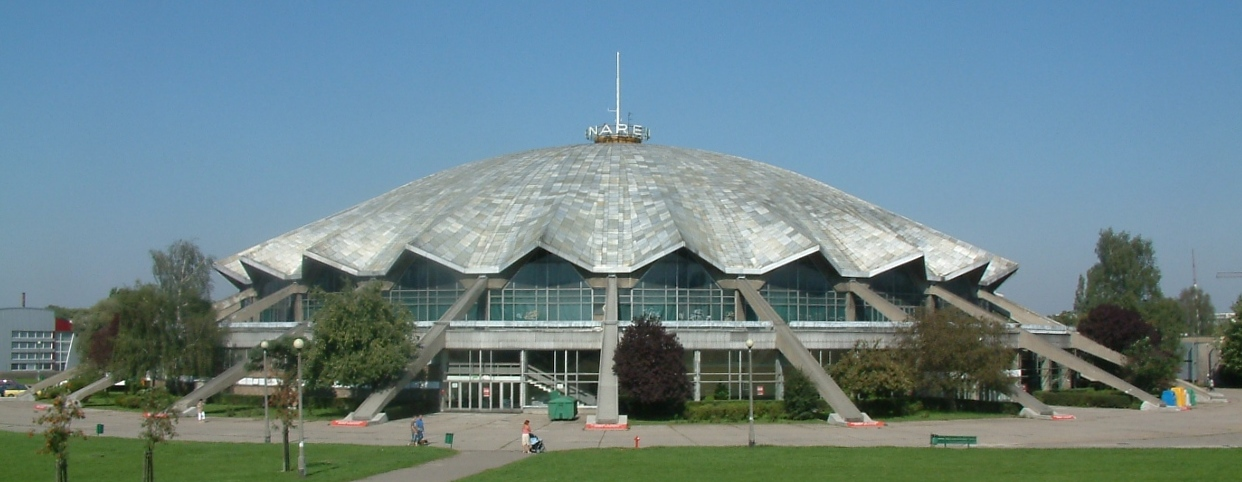
Motywy konstruktywistyczne w modernizmie polskim:
J. Turzeniecki, Hala widowiskowo-sportowa Arena w Poznaniu (1974)

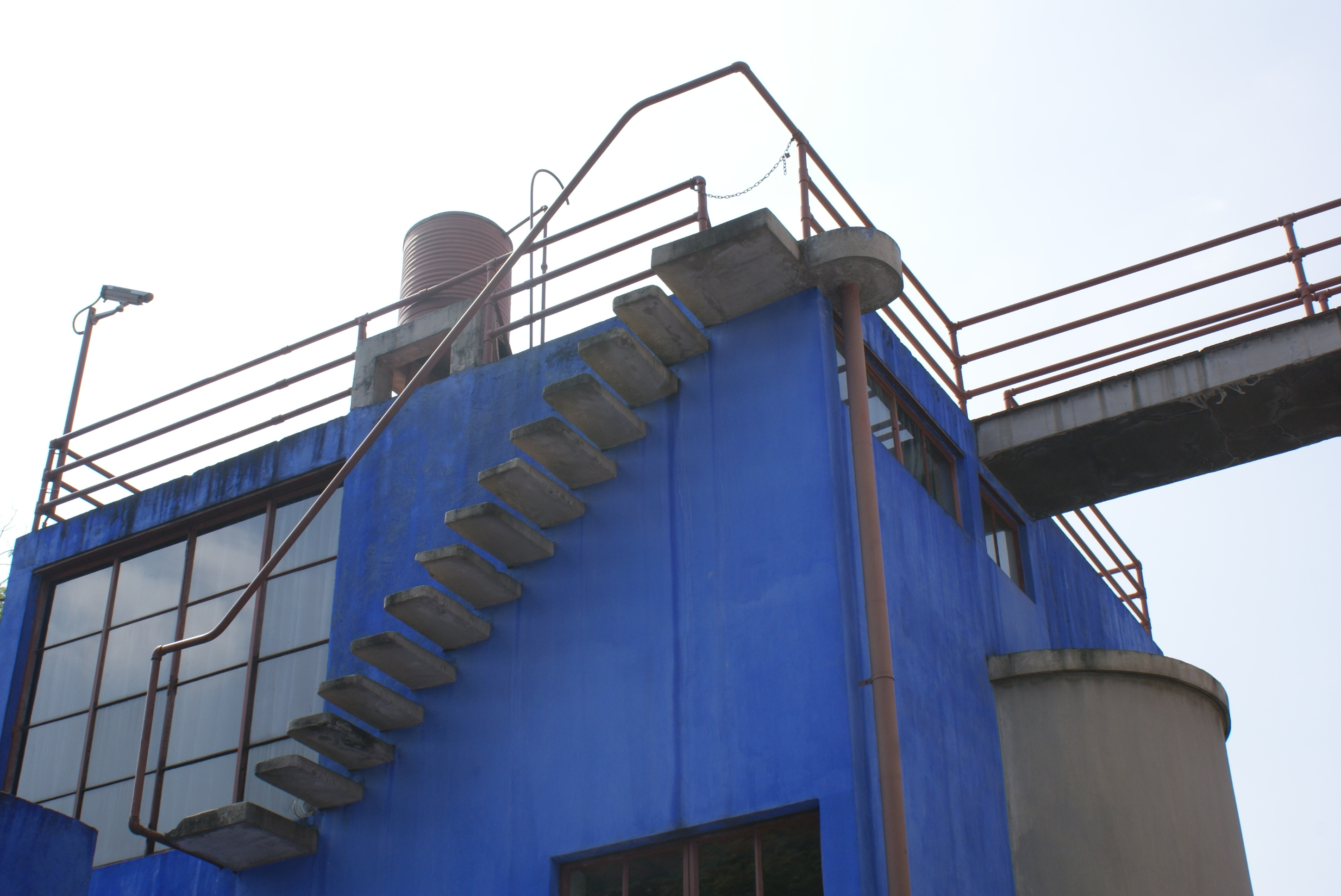
Konstruktywizm: Dom Diego Rivery i Fridy Kahlo w Meksyku, Juan O'Gorman (1932). Oba budynki wyposażono w tarasy rekreacyjne na dachach płaskich połączonych podniebnym mostem.

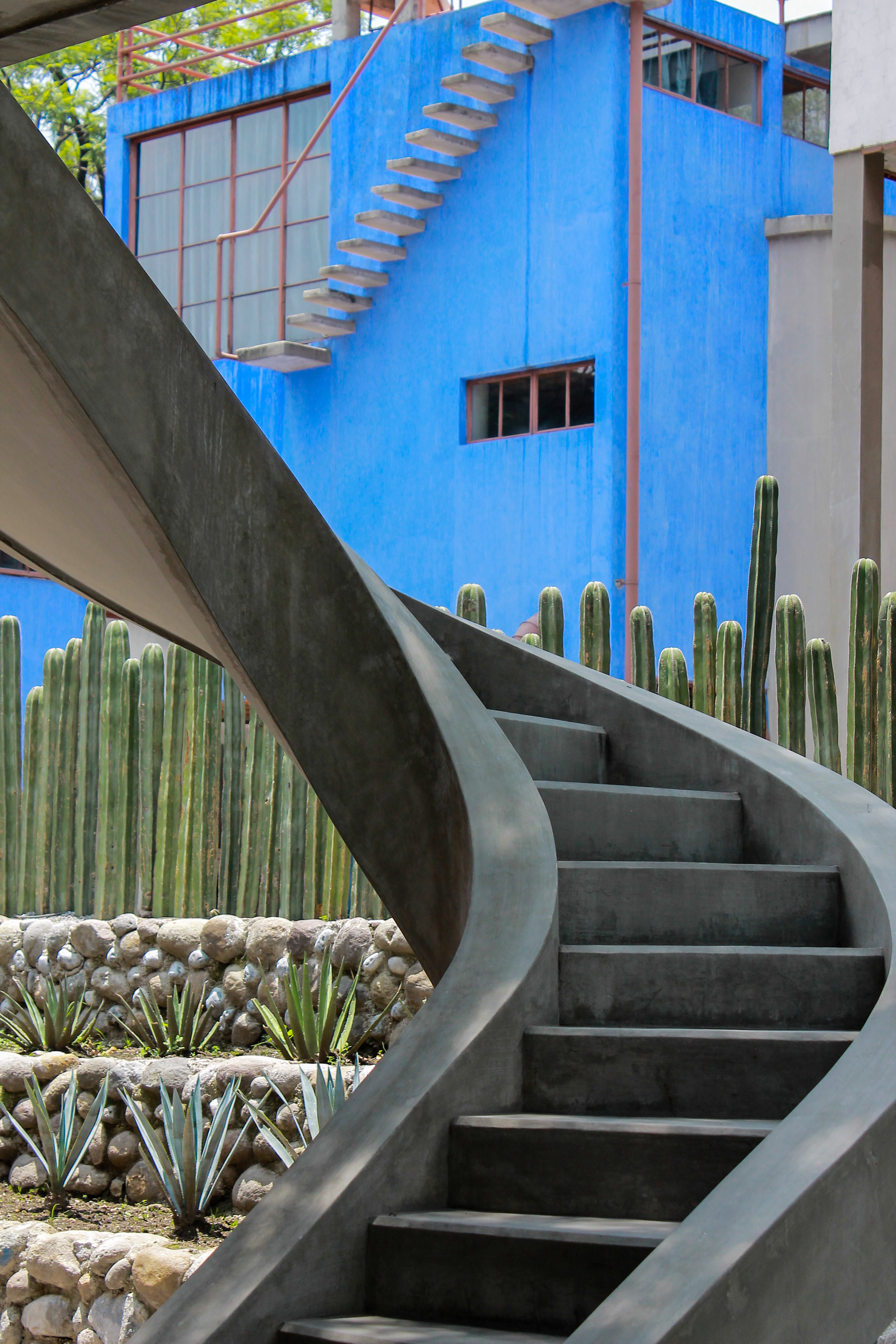
Konstruktywizm: schody kręte i wspornikowe z żelazobetonu w Meksyku w domu Diego Rivery i Fridy Kahlo, architekt Juan O'Gorman (1932). W modernizmie same schody mogą pełnić funkcję dekoracji, która wzbogaca pozornie surową formę budynku.

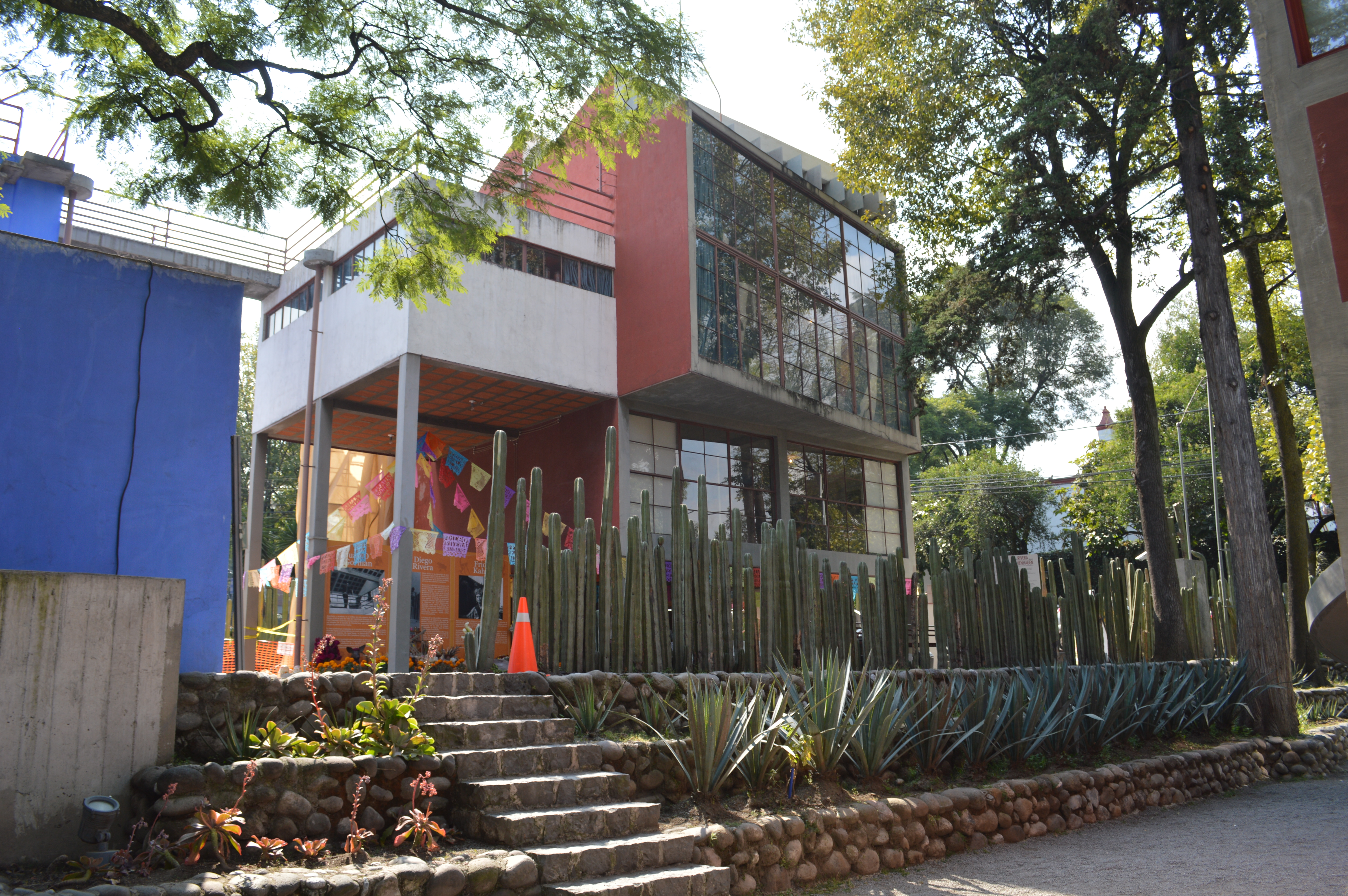
Konstruktywizm: pracownia artystyczna Diego Rivery w Meksyku wyposażona w szklaną ścianę kurtynową, Juan O'Gorman (1932).

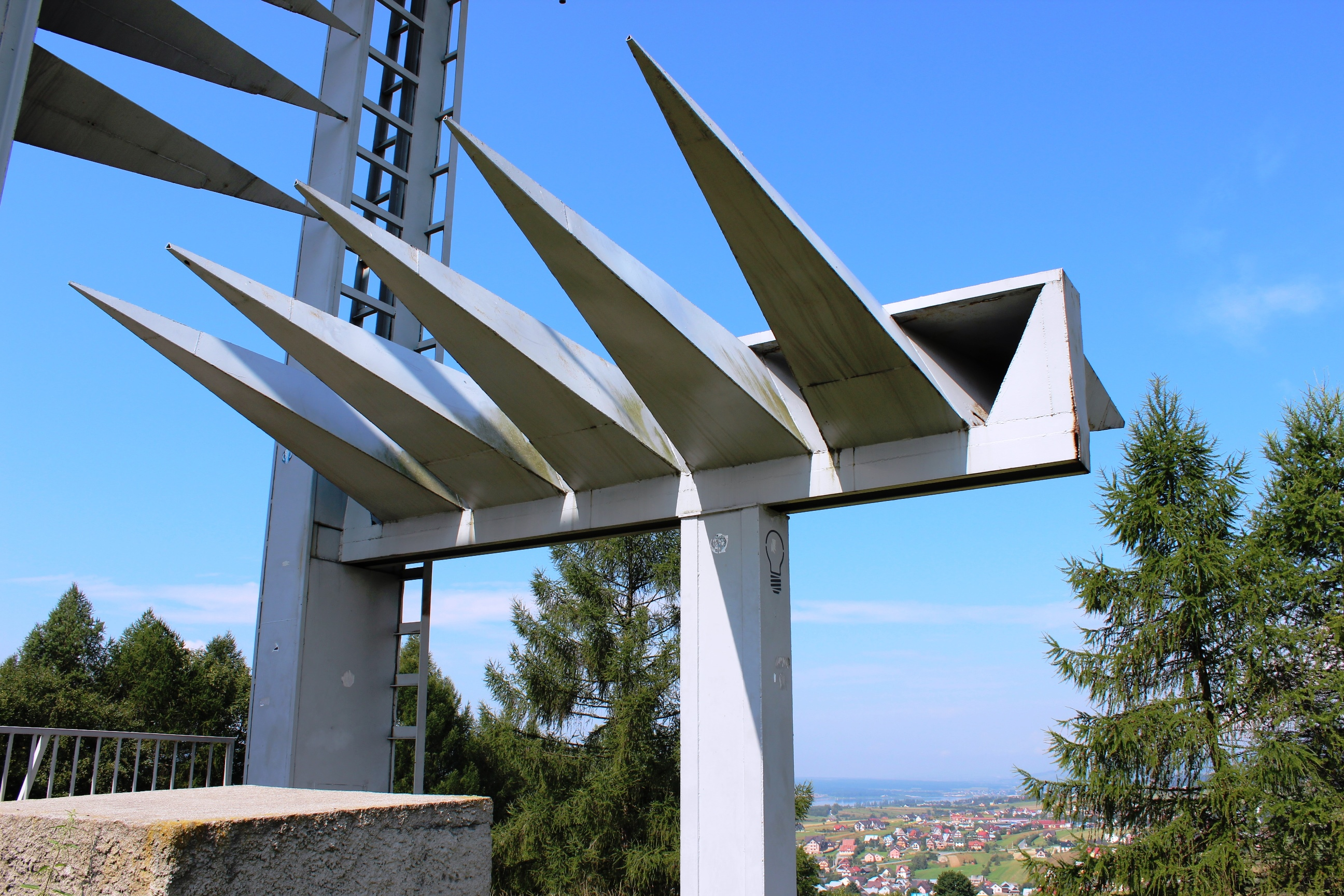
Władysław Hasior, rzadki przykład awangardowej, modernistycznej polskiej rzeźby pomnikowej w stylu konstruktywizmu wpisanej prowokacyjnie w krajobraz naturalny, żelazne Organy na przełęczy Snozka, 1966.

Konstruktywizm – w architekturze prąd charakteryzujący się podkreślaniem cech konstrukcyjnych obiektu budowlanego, oparty na teorii mówiącej, że o estetycznej wartości obiektu decyduje logicznie zastosowana i właściwie ustalona jego konstrukcja. Jeden z głównych kierunków architektury modernistycznej, rozwijający się w latach 20. i 30. XX wieku, głównie w ZSRR oraz w innych państwach europejskich.
W szerszym znaczeniu o konstruktywizmie mówi się w odniesieniu do wszelkich dzieł architektury, które podkreślają w swej formie strukturę konstrukcyjną. Od początku XIX wieku obiekty o cechach konstruktywistycznych powstawały w związku z nowymi zadaniami, przed jakimi stanęła architektura, przede wszystkim w ramach budownictwa przemysłowego i komunikacyjnego. W tym czasie większość architektów nie zajmowała się konstrukcją, pozostawiając to zadanie nowo powstałemu zawodowi inżyniera budownictwa. W XX wieku ścisła współpraca między architektem a konstruktorem nabrała większego znaczenia – dzięki temu mogły powstać obiekty, których konstrukcja i estetyka nie stoją w sprzeczności do siebie.

## Historia
Konstruktywizm w architekturze zainspirowany został przez szersze zjawisko konstruktywizmu w sztuce, rozwijającego się w Rosji już od 1914. Za pierwsze dzieło architektoniczne konstruktywizmu uchodzi niezrealizowany projekt pomnika III Międzynarodówki Władimira Tatlina w postaci spiralnej kratownicowej wieży o wysokości ponad 400 m, w którą wplecione były pomieszczenia użytkowe w kształcie brył elementarnych. W początku lat 20. XX w. konstruktywizm stał się najistotniejszym kierunkiem w nowoczesnej architekturze ZSRR.
Dzięki działalności Lissitzkiego, od około 1922, konstruktywizm stał się zjawiskiem międzynarodowym, występując przede wszystkim w Szwajcarii, Holandii i Niemczech. Z grupą konstruktywistów, skupionych wpierw wokół czasopism Wieszcz. Gegenstand. Objet i G, a następnie ABC – Beiträge zum Bauen, związana była przejściowo grupa de Stijl.
W 1928 konstruktywiści wywarli znaczny wpływ na początkowe założenia CIAM. Na skutek wielkiego kryzysu, a także opanowania w Niemczech samorządów przez partie prawicowe i nazistowskie, większość konstruktywistów wycofała się w początkach lat 30. z życia zawodowego, niektórzy odeszli od radykalnego stylu, a część kontynuowała działalność w ZSRR.
W Polsce z konstruktywistami utrzymywali kontakty architekci skupieni w grupie Praesens.
Dzieła czystego konstruktywizmu w architekturze polskiej należą do rzadkości tak jak na przykład monumentalne, żelbetowe „Łazienki Północne” na plaży w Sopocie (1972) oraz „Warszawa XXX” - wielkoformatowa instalacja artystyczna w przestrzeni publicznej i wystawa osiągnięć stolicy zrealizowana przez architekta Jacka Damięckiego na placu Zwycięstwa z okazji trzydziestolecia w 1974. Na efektowną, konstruktywistyczną w stylu formę składały się otwarty dla gości biały, wojskowy, kratownicowy most saperski wiszący nad całym placem, czerwone rusztowania jak ażurowa mgła w którą most się wbijał i czarny krater gdzie ukryto ostatnie ruiny warszawskie, które podświetlono i uzupełniono muzyką. Była to największa instalacja artystyczna zrealizowana w Polsce.

## Cechy
W klasycznym konstruktywizmie stosowane były wyszukane układy konstrukcyjne, często oparte na jednym generalnym pomyśle, co dawało pole do popisu przede wszystkim w budowlach centralnych. Chętnie korzystano z cięgien i kratownic. Konstruktywizm cechował się analizą właściwości użytych materiałów i zastosowanych układów konstrukcyjnych przez stosowanie obliczeń podpartych osiągnięciami współczesnej nauki. Zastosowana forma architektoniczna była związana z własnościami stosowanego materiału (stal, żelbet, drewno, szkło). Nierzadko kształt budynku pochodził z przeniesienia wykresu momentów zginających na realną konstrukcję, tak aby przekroje elementów konstrukcyjnych i ilość zastosowanego materiału były najmniejsze, a jednocześnie podkreślały umiejętności inżynierskie i kunszt budowlany.
W przeciwieństwie do stylu międzynarodowego konstruktywizm nie dążył do w pełni abstrakcyjnej i zdematerializowanej kompozycji, opierając się często na efektach kontrastu między elementami ciężkimi i lekkimi, sugerując przezwyciężenie grawitacji. Zakładane przez konstruktywistów zasady obejmowały początkowo anonimowość architektury i przejęcie metod przemysłowych w budownictwie, przejmując marksistowskie idee społeczne. Klasyczny konstruktywizm podkreślał też znaczenie samego procesu budowlanego, wprowadzając do architektury elementy wskazujące na możliwość kontynuacji i rozbudowy budynku, takie jak wybiegające w przestrzeń ramy, maszty, stropy.

## Przedstawiciele
- Gerrit Rietveld
- Paul Artaria
- Iwan Leonidow
- El Lissitzky
- Hannes Meyer
- Konstantin Mielnikow
- Werner Moser
- grupa Praesens
- Mart Stam
- Władimir Tatlin
- Max Berg
- Buckminster Fuller
- Pier Luigi Nervi